# Агуалва-Касень
Агуалва-Касень — португальське місто, розташоване в муніципалітеті Сінтра. Вона включає в себе цивільні парафії з Агуалва, Касень, Міра-Сінтра і Сан-Маркос, що еквівалентно 81,845 жителів населення муніципальних утворень.

## Історія
Назва Агуальва-Касень належала цивільній парафії, яка охоплювала 10,51 км 2 (4,1 кв. Милі) муніципалітету Сінтра. 12 липня 2001 року парафія була піднесена до статусу міста та розділена на чотири цивільні парафії (24 липня 2001 року).
Топонім «Агуалва» походить від латинського Aqua alba, що означає білу (чисту) воду, тоді як «Касень» походить від арабського Qāsim (قاسم), що означає «той, хто поширює».

## Географія
Агуалва-Касень розділена на чотири цивільні парафії, які потрапляють у територіальну частину Великий Лісабонський Субрегіон району переважно житлових передмість.

## Спорт
У Агуалва-Касень є кілька футбольних клубів та два футзальні клуби, до них належать:
- Atlético Clube do Cacém [Архівовано 5 листопада 2013 у Wayback Machine.]
- Grupo Desportivo Os Nacionais
- Grupo Desportivo do Bairro Azul
- Ginásio Clube 1° de Maio de Agualva [Архівовано 7 травня 2013 у Wayback Machine.]
- Clube Unidos do Cacém [Архівовано 31 липня 2014 у Wayback Machine.]
- Novos Talentos